# Cyathea parvifolia
Cyathea parvifolia là một loài thực vật có mạch trong họ Cyatheaceae. Loài này được Sodiro mô tả khoa học đầu tiên năm 1908.